# Danmarks Faste Repræsentation ved Europarådet
Danmarks Faste Repræsentation ved Europarådet er Danmarks diplomatiske mission ved Europarådet i Strasbourg.
Repræsentationen har status af ambassade, men er særlig, fordi dens alene retter sig mod Europarådet. Den varetager således ikke erhvervsfremme eller borgerservice.
Repræsentationen følger arbejdet og varetager Danmarks holdninger i Europarådets ministerkomité og de underliggende organer. Således fungerer repræsentationen som bindeled mellem Europarådet og Udenrigsministeriet og øvrige danske ministerier og styrelser.
Repræsentationen følger herudover i brede forstand arbejdet i Europarådet og indberetter til Udenrigsministeriet og andre relevante myndigheder herom. Det gælder arbejdet i Den Parlamentariske Forsamling og i Kongressen af Lokale og Regionale Myndigheder.
Ministerkomitéen mødes som hovedregel på stedfortræderniveau (Stedfortræderkomiteen) hver onsdag. De sager, der behandles her, vil for nogles vedkommende være forberedt i arbejdsgrupper og styringskomiteer med deltagelse af repræsentanter fra danske myndigheder. Derudover vil de oftest også blive behandlet i rapportørgrupper nedsat af Ministerkomiteen, som repræsentationen deltager i.
Forud for de ugentlige møder i Stedfortræderkomiteen og i rapportørgrupperne indsender repræsentationen en indberetning til de relevante danske ministerier og styrelser om dagsordenen og det forventede forløb og modtager derefter instruktioner om Danmarks standpunkter i sagerne.